# Utricularia hydrocarpa
Utricularia hydrocarpa är en tätörtsväxtart som beskrevs av Vahl. Utricularia hydrocarpa ingår i släktet bläddror, och familjen tätörtsväxter. Inga underarter finns listade i Catalogue of Life.